# استبانة زاوية

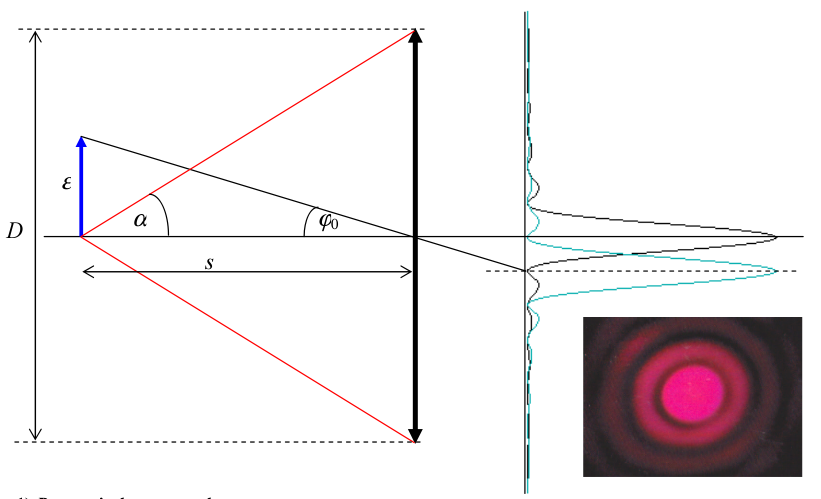
رسم بياني لدقة الزاوي لعدسة

الاستبانة الزاويّة  أو الوضوح الزاوي أو الدقة الزاوية (بالإنجليزية: Angular resolution)‏ هي قوة وضوح أي جهاز تصوير ضوئي مثل التلسكوب البصري، أو المجهر، أو الكاميرا، أو العين البشري، وأي نظام بصري قادر على تمييز صورة شكل ما (دون خلط التفاصيل نتيجة ظاهرة الحيود). وتكافئ قيمة الاستبانة الزاوية قيمة أصغر زاوية بين الأجسام القريبة التي يمكن رؤيتها بوضوح منفصلة. فكلما انخفضت قيمة الاستبانة الزاوية لجهاز التصوير، كلما اقتربت نقاط القياس مما يؤدي إلى رؤية أجسام أصغر.
تختلف الاستبانة الزاوية عن قدرة التلاشي الزاوي، وهي قدرة النظام البصري على تمييز صورتين بالنسبة لاختلاف زاوية إسقاطهما.

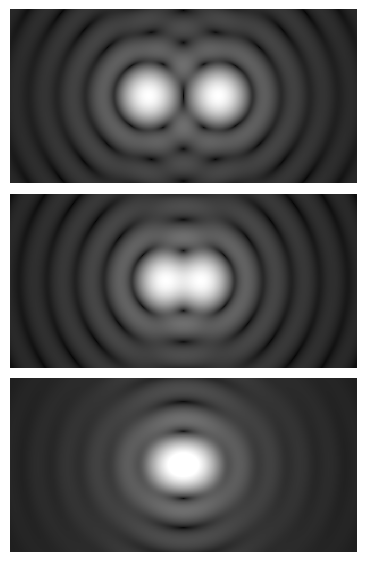
أنماط حيود هوائية يولدها الضوء من مصدرين نقطيين يمران عبر فتحة دائرية، مثل حدقة العين. يمكن التمييز بين النقاط البعيدة (في الأعلى) أو التي تلبي معيار رايلي (في الوسط). يصعب التمييز بين النقاط الأقرب من معيار رايلي (في الأسفل).

يمكن تقييد استبانة نظام التصوير إما بالانحراف الزاوي أو بالحيود الذي يسبب عدم وضوح الصورة. هاتان الظاهرتان لهما أصول مختلفة ولا علاقة بينهما، إذ يمكن تفسير الانحرافات بالبصريات الهندسية ويمكن حلها من حيث المبدأ عن طريق زيادة الجودة البصرية للنظام. من ناحية أخرى، يأتي الانعراج من الطبيعة الموجية للضوء ويتم تحديده من خلال الفتحة المحدودة للعناصر البصرية. الفتحة الدائرية للعدسة تشبه النسخة ثنائية الأبعاد من تجربة الشق الواحد. يتداخل الضوء الذي يمر عبر العدسة مع نفسه مما يخلق نمط حيود على شكل حلقة، يُعرف باسم نمط إيري، إذا اعتُبرت جبهة الموجة للضوء النافذ كروية أو مستوية عبر الفتحة. يمكن وصف التفاعل بين الانعراج والانحراف بواسطة دالة انتشار النقطة (PSF). كلما كانت فتحة العدسة أضيق، زادت احتمالية سيطرة الانعراج على دالة انتشار النقطة. في هذه الحالة، يمكن تقدير الدقة الزاوية لنظام بصري (من قطر الفتحة وطول موجة الضوء) من خلال معيار رايلي الذي حدده اللورد رايلي: يُعتبر مصدران نقطيان منفصلان تمامًا عندما يتطابق الحد الأقصى للحيود الرئيسي (المركز) لقرص إيري لإحدى الصور مع الحد الأدنى الأول لقرص إيري للصورة الأخرى، كما هو موضح في الصور المصاحبة. في الصورة السفلية على اليمين التي تُظهر حد معيار رايلي، قد يبدو الحد الأقصى المركزي لمصدر نقطي وكأنه يقع خارج الحد الأدنى الأول للمصدر الآخر، لكن الفحص باستخدام المسطرة يؤكد تقاطع الاثنين.) إذا كانت المسافة أكبر، فَإِن النقطتين مفصولتين تماماً وإذا كانت أصغر، تُعتبران غير مفصولتين. دافع رايلي عن هذا المعيار على مصادر متساوية القوة.